# Parnay (Cher)
Parnay ist eine französische Gemeinde mit 50 Einwohnern (Stand: 1. Januar 2022) im Département Cher in der Region Centre-Val de Loire; sie gehört zum Arrondissement Saint-Amand-Montrond und zum Kanton Dun-sur-Auron. 

## Geografie
Parnay liegt etwa 25 Kilometer südsüdöstlich von Bourges. Umgeben wird Parnay von den Nachbargemeinden Dun-sur-Auron im Norden und Osten, Verneuil im Südosten, Arpheuilles im Süden, Meillant im Südwesten sowie Contres im Westen.

## Bevölkerungsentwicklung
| Jahr                      | 1962 | 1968 | 1975 | 1982 | 1990 | 1999 | 2006 | 2013 |
| Einwohner                 | 76   | 79   | 49   | 30   | 34   | 48   | 60   | 52   |
| Quelle: Cassini und INSEE |      |      |      |      |      |      |      |      |

## Sehenswürdigkeiten
- Kirche Saint-Fiacre